# أدجامكا (محافظة كيروفوهراد)
أدجامكا (Аджамка) هي قرية في محافظة كيروفوهراد في أوكرانيا.